# Jena Malone
Jena Laine Malone (Sparks, Nevada, 1984. november 21. – ) amerikai színésznő, zenész és fényképész.

## Élete és pályafutása
A Nevada állambeli Sparksban született. 1996-ban debütált a Bastard Out of Carolina című drámában, mellyel Screen Actors Guild- és Independent Spirit-jelöléseket kapott. Az 1990-es évek végén feltűnt a Kapcsolat (1997) és az Édesek és mostohák (1998) című filmekben, előbbivel Szaturnusz-díjat nyert, mint legjobb fiatal színész. 1997-es Hop című tévéfilmjéért Golden Globe-díjra jelölték legjobb női főszereplő (minisorozat vagy tévéfilm) kategóriában. Az évtized során Malone három Young Artist Awardot is szerzett. 
A 2000-es évektől játszott a Donnie Darko (2001) és Az élet háza (2001) című filmekben, továbbá a 2003-ban bemutatott Hitler – A sátán felemelkedése című minisorozatban is. Szereplést vállalt A rosszak jobbak (2004), a Büszkeség és balítélet (2005), a Jack és Rose balladája (2005), az Út a vadonba (2007) és A romok (2008) című filmekben. A 2000-es évek végén zenei karrierbe kezdett, Jena Malone and the Blood Stains elnevezésű együttesével.
2011-ben Zack Snyder Álomháborújának az egyik főszereplője volt, ezt követően Johanna Masont formálta meg Az éhezők viadala-filmsorozatban (2013–2015). 2016-ban játszott a Neon démon és az Éjszakai ragadozók című filmekben.

## Filmográfia

### Film
| Év   | Magyar cím                                                     | Eredeti cím                            | Szerep                      | Magyar hang        |
| ---- | -------------------------------------------------------------- | -------------------------------------- | --------------------------- | ------------------ |
| 1996 |                                                                | Bastard Out of Carolina                | Ruth Anne "Bone" Boatwright |                    |
| 1997 | Kapcsolat                                                      | Contact                                | Ellie Arroway fiatalon      | Bogdányi Titanilla |
| 1998 | Édesek és mostohák                                             | Stepmom                                | Anna Harrison               | Bogdányi Titanilla |
| 1999 |                                                                | The Book of Stars                      | Mary McGuire                |                    |
| 1999 | A pálya csúcsán                                                | For Love of the Game                   | Heather Aubrey              | Bogdányi Titanilla |
| 2001 | Donnie Darko                                                   | Donnie Darko                           | Gretchen Ross               | Bogdányi Titanilla |
| 2001 | Az élet háza                                                   | Life as a House                        | Alyssa Beck                 | Vadász Bea         |
| 2002 | Oltári fiúk                                                    | The Dangerous Lives of Altar Boys      | Margie Flynn                |                    |
| 2002 | Indíték: előítélet                                             | The Badge                              | Ashley Hardwick             |                    |
| 2002 |                                                                | American Girl                          | Rena Grubb                  |                    |
| 2003 | A fiatalkorú                                                   | The United States of Leland            | Becky Pollard               | Molnár Ilona       |
| 2003 | Hideghegy                                                      | Cold Mountain                          | révészlány                  |                    |
| 2004 | A rosszak jobbak                                               | Saved!                                 | Mary Cummings               | Mánya Zsófia       |
| 2004 |                                                                | Corn                                   | Emily Rasmussen             |                    |
| 2004 | A vándorló palota                                              | Howl's Moving Castle                   | Lettie (angol hangja)       |                    |
| 2005 | Jack és Rose balladája                                         | The Ballad of Jack and Rose            | Red Berry                   |                    |
| 2005 | Büszkeség és balítélet                                         | Pride & Prejudice                      | Lydia Bennet                | Zsigmond Tamara    |
| 2006 |                                                                | Container                              | A nő / beszélő (hangja)     |                    |
| 2006 |                                                                | Lying                                  | Grace                       |                    |
| 2007 | Négy utolsó dal                                                | Four Last Songs                        | Frankie                     |                    |
| 2007 |                                                                | The Go-Getter                          | Joely                       |                    |
| 2007 | Út a vadonba                                                   | Into the Wild                          | Carine McCandless           | Bogdányi Titanilla |
| 2008 | A romok                                                        | The Ruins                              | Amy                         | Vadász Bea         |
| 2009 | A harcmező hírnökei                                            | The Messenger                          | Kelly                       | Bogdányi Titanilla |
| 2009 | A szólista                                                     | The Soloist                            | vidám labortechnikus        |                    |
| 2010 |                                                                | Five Star Day                          | Sarah Reynolds              |                    |
| 2011 | Álomháború                                                     | Sucker Punch                           | Rocket                      | Csuha Borbála      |
| 2012 |                                                                | For Ellen                              | Susan                       |                    |
| 2012 |                                                                | In Our Nature                          | Andie                       |                    |
| 2013 |                                                                | The Painted Lady (rövidfilm)           | festett hölgy               |                    |
| 2013 |                                                                | Teenage (dokumentumfilm)               | amerikai lány (hangja)      |                    |
| 2013 |                                                                | The Wait                               | Angela                      |                    |
| 2013 | Az éhezők viadala: Futótűz                                     | The Hunger Games: Catching Fire        | Johanna Mason               | Trokán Nóra        |
| 2014 |                                                                | 10 Cent Pistol                         | Danneel                     |                    |
| 2014 | Elfelejtett idő                                                | Time Out of Mind                       | Maggie Hammond              | Bogdányi Titanilla |
| 2014 | Beépített hiba                                                 | Inherent Vice                          | Hope Harlingen              | Nemes Takách Kata  |
| 2014 | Az éhezők viadala: A kiválasztott – 1. rész                    | The Hunger Games: Mockingjay – Part 1  | Johanna Mason               |                    |
| 2015 |                                                                | Angelica                               | Constance                   |                    |
| 2015 | Az éhezők viadala: A kiválasztott – Befejező rész              | The Hunger Games: Mockingjay – Part 2  | Johanna Mason               | Andrusko Marcella  |
| 2016 | Szerelmes dal                                                  | Lovesong                               | Mindy                       |                    |
| 2016 | Batman Superman ellen – Az igazság hajnala (bővített változat) | Batman v Superman: Dawn of Justice     | Jenet Klyburn               |                    |
| 2016 | Neon démon                                                     | The Neon Demon                         | Ruby                        |                    |
| 2016 | Éjszakai ragadozók                                             | Nocturnal Animals                      | Sage Ross                   | Kis-Kovács Luca    |
| 2017 |                                                                | Bottom of the World                    | Scarlett                    |                    |
| 2018 |                                                                | The Public                             | Myra                        |                    |
| 2020 |                                                                | Lorelei                                | Dolores                     |                    |
| 2020 | Antebellum: A kiválasztott                                     | Antebellum                             | Elizabeth Denton            | Hámori Eszter      |
| 2020 |                                                                | Stardust                               | Angie Bowie                 |                    |
| 2021 |                                                                | Adopting Audrey                        | Audrey                      |                    |
| 2022 |                                                                | Swallowed                              | Alice                       |                    |
| 2023 | Felszentelés                                                   | Consecration                           | Grace                       |                    |
| 2023 | Rebel Moon – 1. rész: A tűz gyermeke                           | Rebel Moon: Part One – A Child of Fire | Harmada                     | Bogdányi Titanilla |
| 2024 |                                                                | Little Death                           | Jessica                     |                    |
| 2024 | Kivérző szerelem                                               | Love Lies Bleeding                     | Beth                        | Mezei Kitty        |
| 2024 | Horizont: Egy amerikai eposz                                   | Horizon: An American Saga – Chapter 1  | Lucy                        | Bogdányi Titanilla |

### Televízió
| Év   | Magyar cím                     | Eredeti cím                  | Szerep                            | Megjegyzések             |
| ---- | ------------------------------ | ---------------------------- | --------------------------------- | ------------------------ |
| 1996 |                                | Hidden in America            | Willa Januson                     | tévéfilm                 |
| 1996 | Chicago Hope kórház            | Chicago Hope                 | Stacy Morissey                    | 1 epizód                 |
| 1997 |                                | Hope                         | Lilly Kate Burns                  | tévéfilm                 |
| 1997 |                                | Ellen Foster                 | Ellen Foster                      | tévéfilm                 |
| 1998 | Gyilkos utcák                  | Homicide: Life on the Street | Debbie Straub                     | két epizód               |
| 1999 | Angyali érintés                | Touched by an Angel          | Casey                             | 1 epizód                 |
| 2000 | Csalók                         | Cheaters                     | Jolie Fitch                       | tévéfilm                 |
| 2001 | Lucy, az aranyásó              | The Ballad of Lucy Whipple   | California Morning "Lucy" Whipple | tévéfilm                 |
| 2003 | Hitler – A sátán felemelkedése | Hitler: The Rise of Evil     | Geli Raubal                       | minisorozat (két epizód) |
| 2008 | Esküdt ellenségek              | Law & Order                  | Michelle Landon                   | egy epizód               |
| 2011 | Robotcsirke                    | Robot Chicken                | Boy George / énekes (hangok)      | 1 epizód                 |
| 2012 | A Hatfield - McCoy viszály     | Hatfields & McCoys           | Nancy McCoy                       | minisorozat (3 epizód)   |
| 2012 |                                | Dakota                       | Dakota                            | 3 epizód                 |
| 2019 |                                | Too Old To Die Young         | Diana                             | minisorozat (6 epizód)   |

### Videóklipek
| Év   | Előadó           | Cím                      | Szerep                     |
| ---- | ---------------- | ------------------------ | -------------------------- |
| 1995 | Michael Jackson  | Childhood                | színésznő                  |
| 2010 | Harper Simon     | Berkeley Girl            | színésznő                  |
| 2011 | Dirty Vegas      | Electric Love            | színésznő                  |
| 2011 | Sky White Tiger  | Time                     | színésznő                  |
| 2012 | Death Grips      | True Vulture             | hangok, zenei közreműködés |
| 2013 | Lavender Diamond | I Don't Recall           | rendező                    |
| 2014 | Kevin Morby      | Harlem River             | színésznő                  |
| 2014 | The Shoe         | Dead Rabbit Hopes        | énekesnő, színésznő        |
| 2014 | The Shoe         | Broken Hearted Love Song | énekesnő, színésznő        |
| 2014 | The Shoe         | His Gorgeousness         | énekesnő, színésznő        |
| 2014 | Henry Wolfe      | Encino                   | színésznő                  |

## Fordítás
- Ez a szócikk részben vagy egészben  a   Jena Malone című angol Wikipédia-szócikk fordításán alapul.  Az eredeti cikk szerkesztőit annak laptörténete sorolja fel. Ez a jelzés csupán a megfogalmazás eredetét és a szerzői jogokat jelzi, nem szolgál a cikkben szereplő információk forrásmegjelöléseként.